# Хербы-Старе
Хербы-Старе (пол. Herby Stare) — узловая железнодорожная станция в селе Хербы в гмине Хербы, в Силезском воеводстве Польши. Имеет 3 платформы и 5 путей.
Станция в селе построена под названием Гербы (нем. Herby) в 1892 году, когда эта территория была в составе Германской империи, вблизи границы Российской империи. Сначала это была конечная станция на железнодорожной линии, идущей от станции Люблинец.
В 1905 году линию, ведущую от Люблинеца, продолжили в восточном направлении, доводя её до конечной станции Гербы-Русские узкоколейной (ширина колеи 1067 мм) железной дороги Ченстохов — Гербы, которая была уже за границей, на территории Российской империи. Название станции Гербы поменяли на Гербы-Прусские. На станции Гербы-Прусские был расположен железнодорожный пограничный переход Прусские-Гербы — Русские-Гербы из Германской империи в Российскую империю. В 1911 г. железнодорожная линия Ченстохов — Гербы была перешита на широкую колею (1524 мм). После обретения Польшей независимости, эта территория вошла в состав Польской республики, станция была переименована в Гербы-Шлёнске. В 1946 г. станция переименована на Гербы-Старе.
1. ↑  нем. Preussisch-Herby или Preußisch-Herby; пол. Herby Pruskie, позднее Herby Granica, Гербы-Граница
2. ↑  нем. Preussisch-Herby — Russisch-Herby, позднее Preussisch-Herby — Polnisch-Herby; пол. Herby Pruskie — Herby Ruskie, позднее Herby Pruskie — Herby Polskie